# Berbamina
Berbamina — organiczny związek chemiczny, izochinolinowy alkaloid pochodzenia roślinnego, należący do klasy protoberberyn.
Występuje m.in. w berberysie (2,5%).